# Endometrios
Endometrios (grekiska: ἔνδον "inom, inuti" μήτρα "livmoder" och ωσις "abnormt tillstånd, syftande på sjukdom") är en kronisk gynekologisk sjukdom som innebär att livmoderslemhinneliknande vävnad växer utanför livmodern, ofta i äggledare eller bukhinna. Både inflammation och hormonet östrogen spelar viktiga roller i tillståndets sjukdomsmekanism. I vissa delar av världen inklusive Sverige räknas sjukdomen adenomyos som en variant av endometrios. Mellan 5 och 10 procent av alla kvinnor i fertil ålder uppskattas ha endometrios, varav hälften beräknas ha lindriga eller inga besvär av tillståndet. Det totala antalet drabbade globalt har uppskattats (2010) till 176 miljoner.
Hur mycket symptom endometrios ger varierar från symptomfrihet till svår smärta. Vanligast är menssmärta, djup samlagssmärta och smärtor i bäckenbotten. Fertiliteten kan också vara nedsatt. Tiden från symptomdebut till diagnos är ofta lång, i snitt omkring fem–sju år.
Sjukdomen kan karakteriseras utifrån sin lokalisation och utbredning. Behandlingen kan skilja sig åt från fall till fall, men vanligt är basbehandling med NSAID-preparat och hormoner (kombinerade p-piller eller gestagenpreparat). Behandling med hormonblockerade läkemedel eller operation med borttagning av endometrioshärdar kan vara en behandling i utvalda fall. God planering och behandling inför graviditet medför ökade chanser att bli gravid där IVF också kan användas som behandlingsmetod.

## Bakgrund och förekomst
Menssmärtor är vanligt förekommande och drabbar upp till 90 procent av unga kvinnor. Vanlig mensvärk är kopplad till frisättning av prostaglandiner som orsakar muskelsammandragningar och förändrad genomblödning av livmodern. Egenvård med kombination av paracetamol och NSAID, där den senare läkemedelstypen även hämmar prostaglandinsyntesen är att betrakta som basbehandling. Menssmärtor som orsakar funktionsnedsättningar i vardagen trots denna basbehandling är definitionsmässigt svår dysmenorré. Av de unga patienter med svår dysmenorré som inte får lindring trots kombinationen NSAID och preventivmedel har majoriteten endometrios.
Även om mensvärk är vanligt förekommande kan den i vissa fall vara svår och leda till uttalad funktionsnedsättning. Ett kategoriskt normaliserande av menssmärtor riskerar därför att fördröja diagnos och behandling av endometrios och annan svår mensvärk. Majoriteten av de kvinnor som söker vård för endometrios får också i första skedet fel diagnos. Samtidigt kompliceras diagnostiken av att endometrios kan förekomma med eller utan symptom samt att svåra symptom inte alltid beror på endometrios. Flera andra tillstånd kan orsaka menssmärta, bäckensmärta, tarm- och urinvägssymtom. Upp till 90 procent av alla kvinnor med smärtsamma menstruationer har inte endometrios. Förekomsten av endometrios hos kvinnor i fertil ålder har i olika översikter beräknats till mellan 2 och 15 procent. För majoriteten av de kvinnor som lider av endometrios började smärtsymtomen redan i tonåren. Man beräknar att cirka 15 procent av alla kvinnor med kroniska buksmärtor, minst hälften med kroniska bäckenbottensmärtor och åtminstone 20–25 procent av kvinnor med infertilitet har endometrios.

## Indelning och klassificering
Endometrios definieras som en inflammatorisk sjukdom kopplat till bäckensmärtor och infertilitet med förekomst av livmoderslemhinne-lik vävnad utanför livmodern. Det finns olika namn för endometrios beroende på vilka organ i kroppen som blivit mål för endometrioshärdarna. Dessa tillstånd är dock inga välavgränsade diagnoser, utan den drabbade har vanligen flera av dessa former samtidigt. Det finns tre vanliga subtyper av endometrios; utöver det finns sjukdomen adenomyos som har många likheter med, men än så länge klassificeras som en separat diagnos internationellt. I Sverige räknas dock adenomyos som en fjärde subtyp av endometrios.

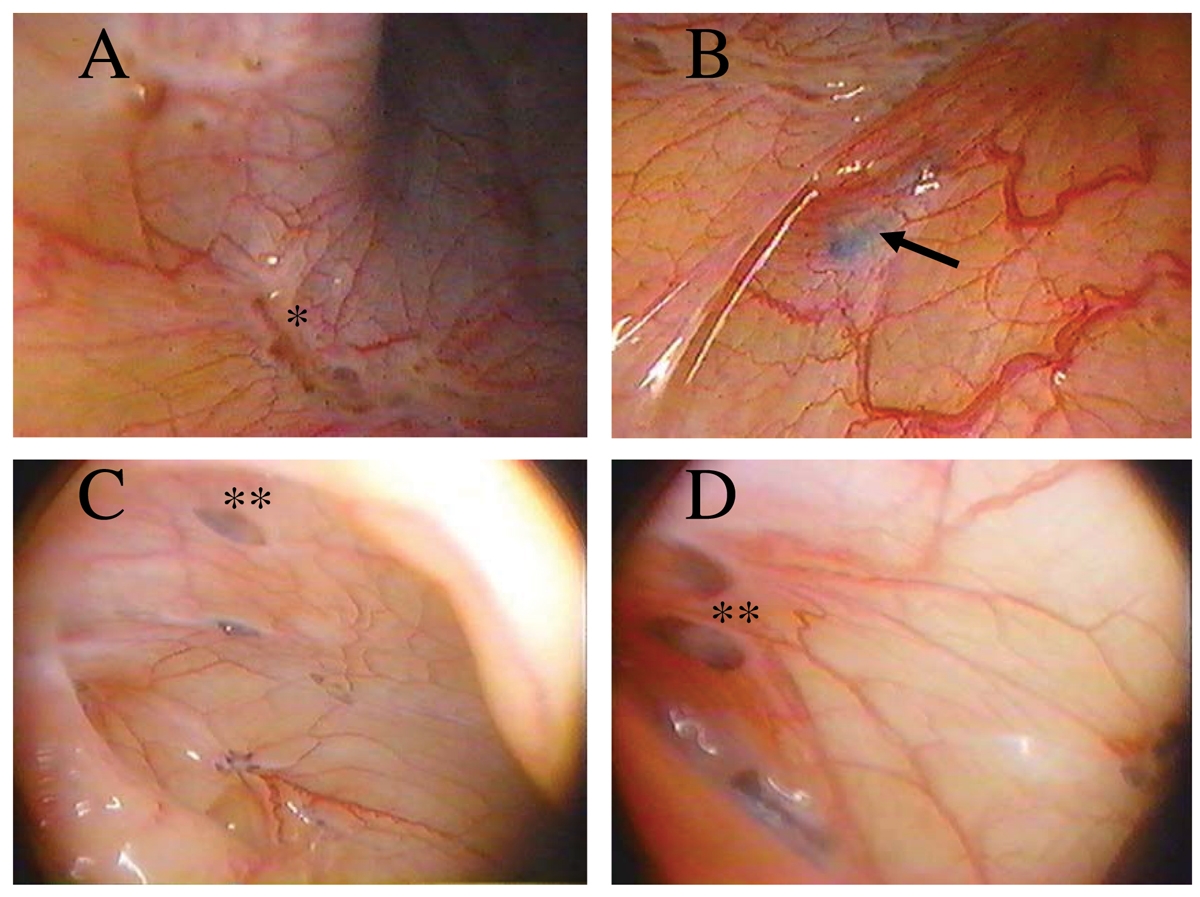
Peritoneal endometrios med olika utseende: (A) Spridda lesioner, (B) blåfärgade och (C/D) bruna lesioner.

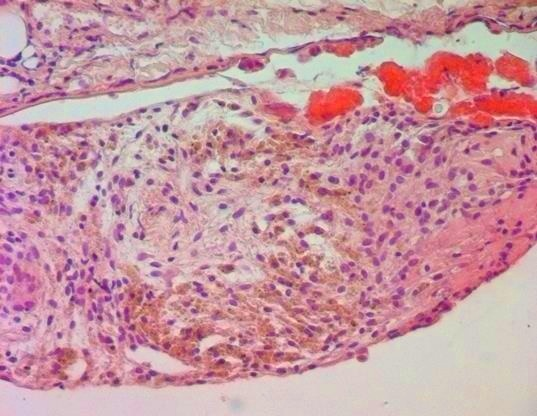
Endometrios i lungvävnad hos en patient som drabbats av pneumothorax, en ovanlig lokal för och manifestation av endometriossjukdomen.

- (Ytlig) Peritoneal endometrios (efter peritoneum, bukhinna) innebär implantation av livmoderslemhinne-lik vävnad i bukhinnan. Tillståndet kan konstateras med MR eller genom laparoskopi antingen vid synliga härdar eller från vävnadsprover tagna under proceduren. Förändringarna kan vara tillfälliga eller bestående, men vanligen inte större än 3-4 millimeter. De bestående förändringarna genomgår olika färgskiftningar och leder med tiden till ärrbildning. Förändringarna kan förekomma över hela bukhinnan, men drabbar vanligen lilla bäckenet inklusive området mellan livmoder och urinblåsa samt livmoderns ligament. Det finns ingen tydlig överensstämmelse mellan storleken och mängden lesioner med den drabbades symptom.[15]
- Endometriom är cystor med livmoderslemhinne-lik vävnad i äggstockarna. Blödningar från härden kapslas in och bildar en cysta som kan växa upp till 12 centimeter i diameter. Endometrioscystor kan i regel skiljas från andra äggstockscystor med vaginalt ultraljud. Liksom vid peritoneal endometrios överensstämmer storleken dåligt med den drabbades symptom.[16]
- Djup endometrios är definitionsmässigt inväxt djupare än 5 millimeter in i omgivande organ eller ligament. Formen drabbar vanligen livmoderns ligament, urinblåsa eller urinledare, samt tjock- och ändtarm. Tillståndet kan konstateras med exempelvis MR eller ultraljud. Inväxt kan orsaka såväl smärtor vid urinering och tarmtömning som blod i urin eller avföring, företrädesvis under menstruation.[17]

Mer ovanliga lokaler för endometrios är i navel, lunga, diafragma, ljumskar eller i ärr efter bukoperationer. Vid Adenomyos växer slemhinnevävnad ned i livmoderns djupare muskellager (myometrium). Tillståndet förekommer med eller utan samtidig förekomst av endometrios. Tidigare kunde misstanke i sig leda till operativ åtgärd, men diagnosen kan numera ofta göras baserat på MR eller ultraljud.
Endometrios kan delas in i olika stadier beroende på svårighetsgrad enligt olika klassificeringssystem. Det mest spridda systemet är r-ASRM skapat av American Society for Reproductive Medicine (ASRM) som delar in tillståndet i fyra nivåer: I (minimal), II (mild), III (måttlig) och IV (svår) endometrios. En vanlig kritik mot r-ASRM och övriga klassificeringssystem är att stadieindelningen överensstämmer dåligt med symptom och funktionsnedsättning, samt inte heller ger något stöd vid prognosticering och val av behandling.

## Symptom
Alla former av endometrios kan förekomma hos kvinnor utan symtom, men alla de olika formerna kan också vara kopplade till symtom. Vanliga symtom är svår menssmärta, djup samlagssmärta  och ofrivillig barnlöshet, liksom magproblem liknande IBS och smärtor vid urinering eller ägglossning. Vid djup endometrios i tarm eller urinblåsa kan blod i avföring eller urin förekomma i samband med mens. Allmän sjukdomskänsla, subfebrilitet och blödningsrubbningar är andra, men ospecifika symptom på sjukdomen.

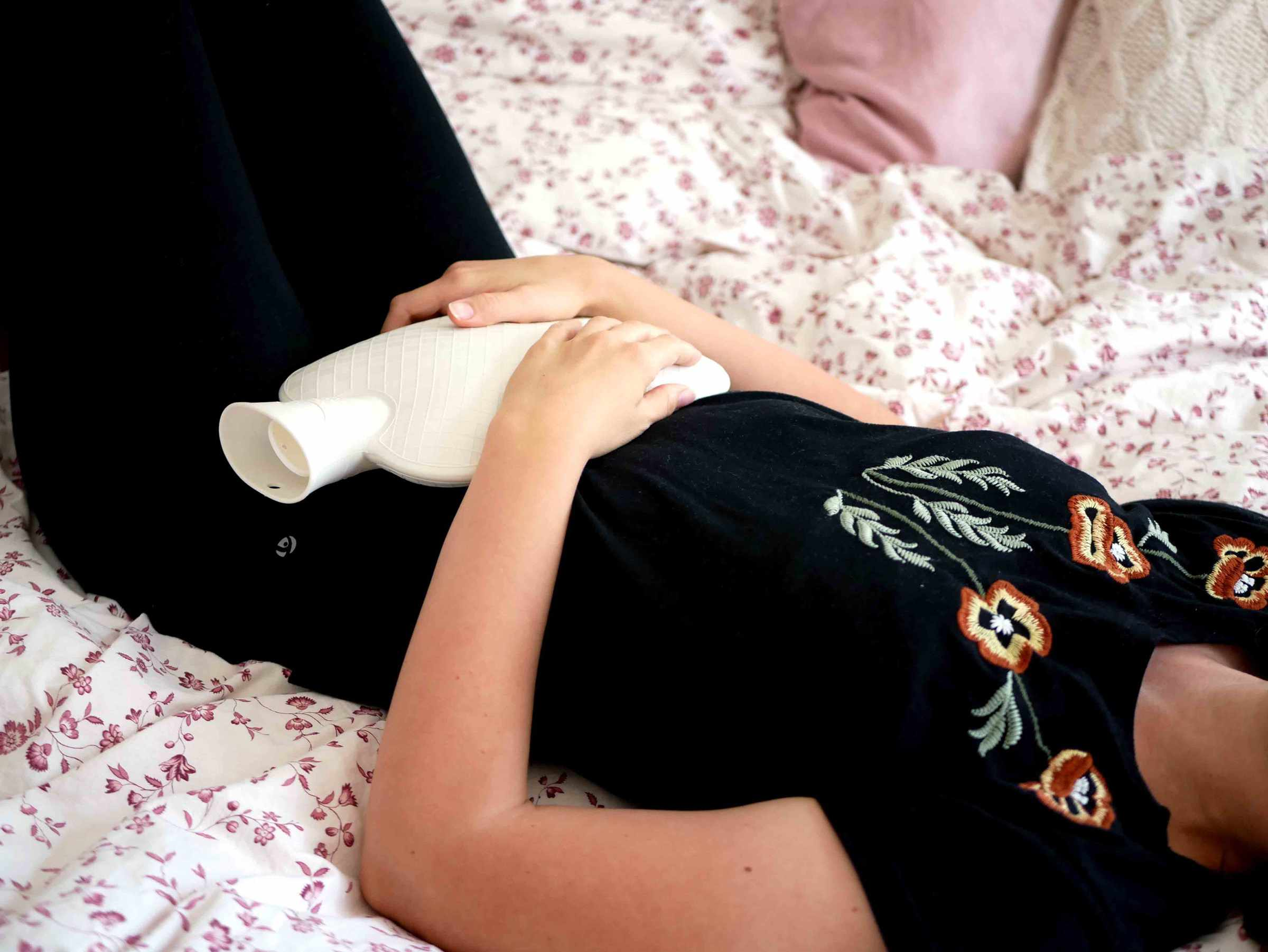

Mensvärken är ofta ett tidigt tecken och debuterar några dagar innan mens, för att nå sin kulmen under menstruationens första 2-3 dygn. Smärtorna kan vara intensiva och stråla bak mot ryggen eller ned i benen och underlivet. Hos en del drabbade kan smärtorna efter en tid genom smärtsensitisering utvecklas till en ihållande bäckenbottensmärta.
Mensvärken kan också vara kopplad till en vasovagal reaktion, med blekhet, kallsvett, illamående och svimningstillbud eller svimning. Eventuella tarmbesvär kommer i början vanligen i samband med mensen, men kan liksom bäckensmärtorna med tiden bli ihållande samt leda till svåra smärtor vid tarmtömningen. Urinvägsbesvären kan komma med täta trängningar och smärta vid miktion, vilket gör att de lätt misstas för en urinvägsinfektion. Den djupa samlagssmärtan förläggs djupt i buken och kan kvarstå i timmar efter samlag. Den kan senare utvecklas med vaginal kramp och ytlig samlagssmärta till följd av muskelspänningar och smärtsensitisering.

### Fertilitet
Vid graviditetsönskan avslutas hormonell behandlingen varvid menssmärtor och djupa samlagssmärtor återkommer med variabel intensitet. Den spontana fertiliteten vid första årets försök att uppnå graviditet är reducerad till 30 procent jämfört med 90 procent hos patienter utan endometrios. En planering inför graviditet är lämplig och manlig fertilitetsnedsättning bör uteslutas. För kvinnor med svårartad smärtnivå i naturlig cykel kan assisterad befruktning övervägas tidigt.

## Orsak och sjukdomsmekanism
De bakomliggande orsakerna till endometrios är ofullständigt kända. John Sampsons teori om retrograd menstruation har varit den ledande förklaringen under lång tid efter att han publicerat sina rön 1927. Enligt teorin medför det naturliga backflödet av menstruationsblod genom äggledarna till bukhålan en risk för spridning av endometriosvävnad. Teorin stöds bland annat eftersom förekomsten av endometrios är högre i grupper av kvinnor som har missbildningar som ökar detta backflöde och hos grupper som har ökat antal omogna celler eller stamceller i menstruationsblodet. Dessa celltyper har föreslagits kunna differentiera och bilda endometrioshärdar. Att teorin inte kan förklara alla fall av endometrios är tydligt eftersom endometrios också kan drabba organ som inte har kontakt med bukhålan (till exempel lunga), samt kvinnor som inte har någon livmoder och även män.

### Genetiska faktorer
Personer med en enäggstvilling eller mamma som har sjukdomen löper ökad risk att drabbas av endometrios. Utöver det är risken att drabbas av svåra symptom högre hos individer som har en förstagradssläkting med sjukdomen. Allt detta talar för en genetisk komponent i sjukdomsmekanismen och olika kandidatgener har identifierats i helgenomstudier. De gener som hittills har identifierats har roller i bland annat DNA-reparation, cellsignalering och onkogenes. Utöver det har man kopplat epigenetiska förändringar till ökad risk att drabbas av sjukdomen.

### En östrogenberoende sjukdom

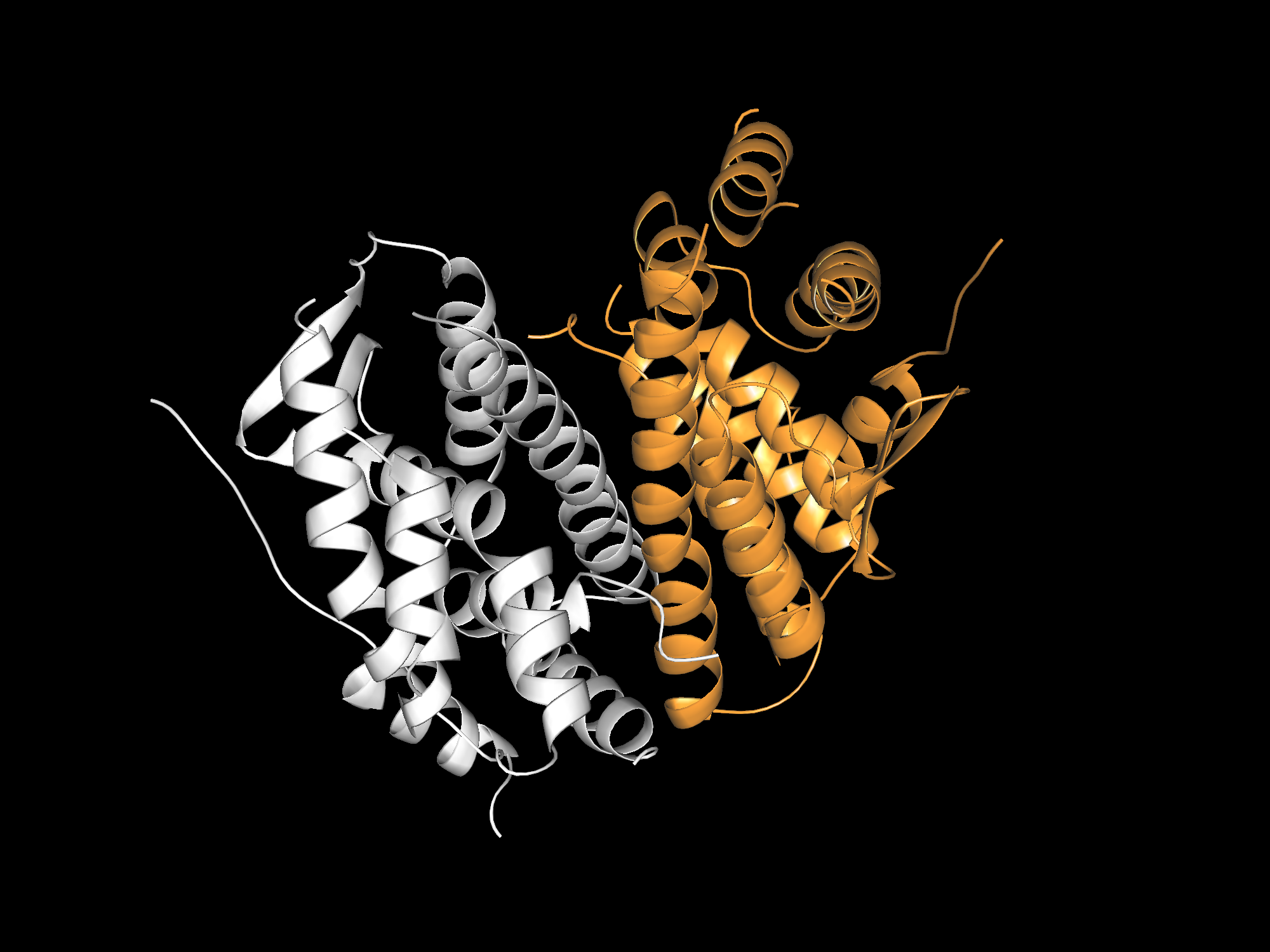
ER-betas proteinstruktur

Tillväxten av endometrioshärdar stimuleras av östrogen som produceras i äggstockarna. Cellerna i endometrioshärdar kan också uttrycka aromatas och därigenom bidra med egen östrogenproduktion. I endometrioscellerna finns ett överuttryck av östrogenreceptorer av typen ER-beta gentemot ER-alfa, vilket ger en förändrad signalkaskad som främjar cellöverlevnad och driver inflammation. De uppvisar också nedsatt känslighet för progesteron genom sänkt uttryck av hormonets receptorer, eftersom progesteronets naturliga roll är att stabilisera och begränsa livmoderslemhinnans tillväxt innebär detta också ökade möjligheter till överlevnad och tillväxt. Detta förändrade genuttryck hänger ihop med epigenetiska förändringar i anslutning till de associerade generna.
Under graviditet sker en frisättning av progesteron vilket leder till en storleksminskning hos endometrioshärdarna samt minskad inflammatorisk aktivitet. Detta leder i regel till minskade smärtor under graviditeten. Effekten bibehålls för en tid under amningen, men östrogennivåerna stiger gradvis varför det anses nödvändigt att återuppta behandling cirka sex veckor efter förlossning. Det finns dock stor individuell variation i hur snabbt menstruation och symptom kan förväntas återkomma.
I samband med klimaktieriet sjunker östrogennivåerna gradvis varefter smärtbesvären i regel också minskar eller försvinner. Vissa typer av smärta till exempel smärta orsakad av sammanväxningar i buken eller muskel- och bäckensmärta kan kvarstå, detta eftersom de beror på smärtmekanismer som är oberoende av östrogennivåerna.
Inflammation är en central komponent i sjukdomsprocessen, men huruvida den är en direkt orsak till sjukdomen eller bara en konsekvens som i sin tur leder till symptom är okänt. Klarlagt är att produktionen av pro-inflammatoriska prostaglandiner stimuleras av östrogen och att endometriospatienter har förhöjda nivåer av ett flertal cytokiner. Nivåerna av vita blodkroppar i blodbanan är normala, men man kan mäta förhöjda nivåer av olika vita blodkroppar i bukvätska samt ökad förekomst av autoantikroppar mot livmoder- och äggstocksvävnad i blodbanan.

### Stamcellsteorin
Det finns experimentella bevis som tyder på att förmågan att omvandla stamceller från benmärg och övrig vävnad är en del av sjukdomsmekanismen. Uttryck av kemokinen SDF-1 i endometriosvävnad är förhöjd och stimuleras av östrogen. SDF-1 attraherar sedan stamceller till härdarna. I djurmodeller avstannar endometrioshärdarnas tillväxt vid blockering av SDF-1-receptorer. Spridning av endometriosceller med stamcellsegenskaper genom blodbanan förekommer hos möss, men det är inte bevisat (2021) att samma mekanism förekommer hos människa.

### Riskfaktorer
Forskning visar att dioxiner och andra hormoonstörande ämnen kan ha ett samband med framkallande av endometrios.  Förutom dioxiner, ökar dietylstilbestrol och andra förhållanden i miljö och diet risken för att drabbas.

## Diagnostik och behandling
Misstanken om endometrios baseras på sjukdomshistoria och symptombeskrivning, gynekologisk undersökning kan ge ytterligare vägledning. Olika försök att hitta pålitliga biomarkörer för att kunna ställa diagnos baserat på blodprov har genomförts, men har inte resulterat i något kliniskt användbart test. Ingen tillgänglig undersökningsmetod kan fälla utslaget i alla fall av endometrios. Även noggrann kirurgisk diagnostik genom laparoskopi kan missa fall av endometrios. Det är dock allmänt accepterat att medicinsk behandling av sjukdomen kan påbörjas utan vidare utredning för att inte förlänga lidandet. Eftersom kirurgiska behandlingsmetoder i regel innebär en högre risk är läkemedelsbehandling med hormoner och smärtstillande att betrakta som förstahandsbehandling.
Beroende på symtomen kan olika differentialdiagnoser behöva övervägas. Till de gynekologiska differentialdiagnoserna hör vanlig mensvärk (primär dysmenorré), äggstockscystor, salpingit och olika bindvävssammanväxningar i bäckenet. Övriga tillstånd som exempelvis IBS, muskuloskeletal smärta, fibromyalgi och blåsfunktionsrubbningar kan också övervägas.

### Läkemedelsbehandling

#### Hormonell behandling
Behandling med hormonella läkemedel är en del av basbehandlingen vid endometrios. Genom att trycka ned östrogennivåerna minskar man aktiviteten i endometrioshärdarna vilket ger symtomlindring och förhindrar bildandet av nya härdar. Läkemedel som används är bland annat kombinerade p-piller eller gestagenpreparat som p-spruta, p-stav, hormonspiral och minipiller. I andra hand kan GnRH-hämmare ges för att orsaka ett tillfälligt klimakterieliknande tillstånd. Vid behandling med GnRH-hämmare ges vanligen östrogentabletter som så kallad "add-back" i syfte att dämpa klimakterieutlösta symtom.
En vetenskaplig utvärdering av svenska SBU, som systematiskt har granskat all tillgänglig forskning på området, visar att GnRH-agonister och gestagener troligen ger likvärdig smärtlindring, men GnRH-agonist har som biverkan att minska bentätheten. Forskning som har jämfört effekten på smärta av gestagener och monofasiska p-piller visar att de verkar ge ungefär lika bra lindring av bäckensmärta och djup samlagssmärta. Hormonspiral kan möjligen minska menssmärtor.

#### Smärtstillande läkemedel
Behandling med NSAID-preparat är en del av basbehandlingen vid endometrios. Utöver den smärtlindrande effekten har läkemedlens hämning av cyklooxygenas sannolikt en positiv effekt genom hämning av inflammationsprocessen i endometriosvävnaden.

### Bilddiagnostik
Biopsi medför vissa risker, och det är möjligt att diagnosticera endometrios med transvaginalt ultraljud (TVU), magnetresonans tomografi (MR) och datortomografi (DT). Vaginalt ultraljud är det mest lättillgängliga, är billigt, saknar kontraindikationer och kräver inga förberedelser för kvinnan.

### Diagnostisk laparoskopi och kirurgisk behandling
Eventuellt kan diagnosen också ställas enbart genom inspektion, det vill säga genom att man känner igen det typiska utseendet av endometrios vid laparoskopi (”titthålsoperation”) eller laparotomi (öppen bukoperation). Det finns dock osäkerhet i detta, och vissa typer av endometrios kan inte diagnosticeras utan biopsi.
En sista utväg kan vara att genom operation även avlägsna äggstockarna, och då ges hormonbehandling till kvinnor inom normal fertil ålder, men detta vill man helst inte genomföra på kvinnor under 40 år.  Inför operation av djup endometrios och för diagnostik av endometriom (endometrioscysta i äggstockarna) ger undersökning med ultraljud via vagina värdefull information. Detta gäller vid kartläggning av sjukdomens utbredning hos kvinnor med välgrundad misstanke om endometrios.

### Bemötande
Kvalitativa studier visar att kvinnor upplever att de bemöts av bristande kunskap om endometrios inom icke-specialiserad vård. Detta upplevs försena diagnosen av endometrios och även behandling. Vårdbemötandet vid endometrios kan sannolikt förbättras internationellt och i Sverige.

## Historia
Symptom som överensstämmer med endometrios kan ha beskrivits av de tidiga egyptierna under 1800-talet f. Kr. Man kom senare att tala om strypning eller kvävning av livmodern, ett begrepp som dock haft många olika betydelser under historiens gång. De första tydliga beskrivningarna av en sjukdom med menstruell dysfunktion som kan leda till smärta och infertilitet samt lindras av graviditet finns i hippokratiska texter från antikens Grekland. Flera liknande beskrivningar görs av senare antika grekiska och romerska läkare och filosofer. At både gifta sig och bli gravid tidigt förordades som en behandlingsmetod mot mensvärk. Under både antiken och senantiken hade den kulturella sedvänjan med giftermål för kvinnor före 15 års ålder starkt stöd av samtida medicinska auktoriteter. I brist på andra effektiva behandlingsmetoder kan de efterföljande graviditeterna och amningsperioderna ha haft en symtomlindrande effekt. Svårigheterna kring tolkning av antika texter, att symtom som tolkas som endometrios kan ha andra orsaker, samt att definitiv diagnos av endometrios i princip kräver mikroskop gör att det som är känt om endometriosens tidiga historia måste tas med en nypa salt.
I motsats till den medicinska vetenskapens framväxt i Kina och Främre Orienten, samt i den muslimska världen under Muslimska guldåldern, sågs ringa utveckling under europeisk medeltid. Under renässansen gjorde flera läkare sjukdomsbeskrivningar som liknar de hos antikens läkare, men tillstånden beskrivs då på 1500-talet som hysteri eller i form av mensrubbningar.